# Mittsommerfest
Als Mittsommerfest werden die Feierlichkeiten zur Sommersonnenwende bezeichnet. In den skandinavischen Ländern sowie im Baltikum, wo die Nächte zu dieser Jahreszeit kaum dunkel werden („Weiße Nächte“), sind die Bräuche besonders lebendig.
Die Sommersonnenwende fand unter dem im Jahr 45 v. Chr. eingeführten Julianischen Kalender am 24. Juni statt, an dem Christen das Hochfest Johannes’ des Täufers begehen, mit dem sich Teile des vorchristlichen Sonnenwendbrauchtums verbunden haben.
Dieser längste Tag des Jahres wird weltweit von Humanisten als internationaler Feiertag begangen. „An diesem Welthumanistentag besinnen sich Humanistinnen und Humanisten unabhängig von religiösen Normen auf die zentralen Werte des Humanismus.“

## Schweden:Midsommar

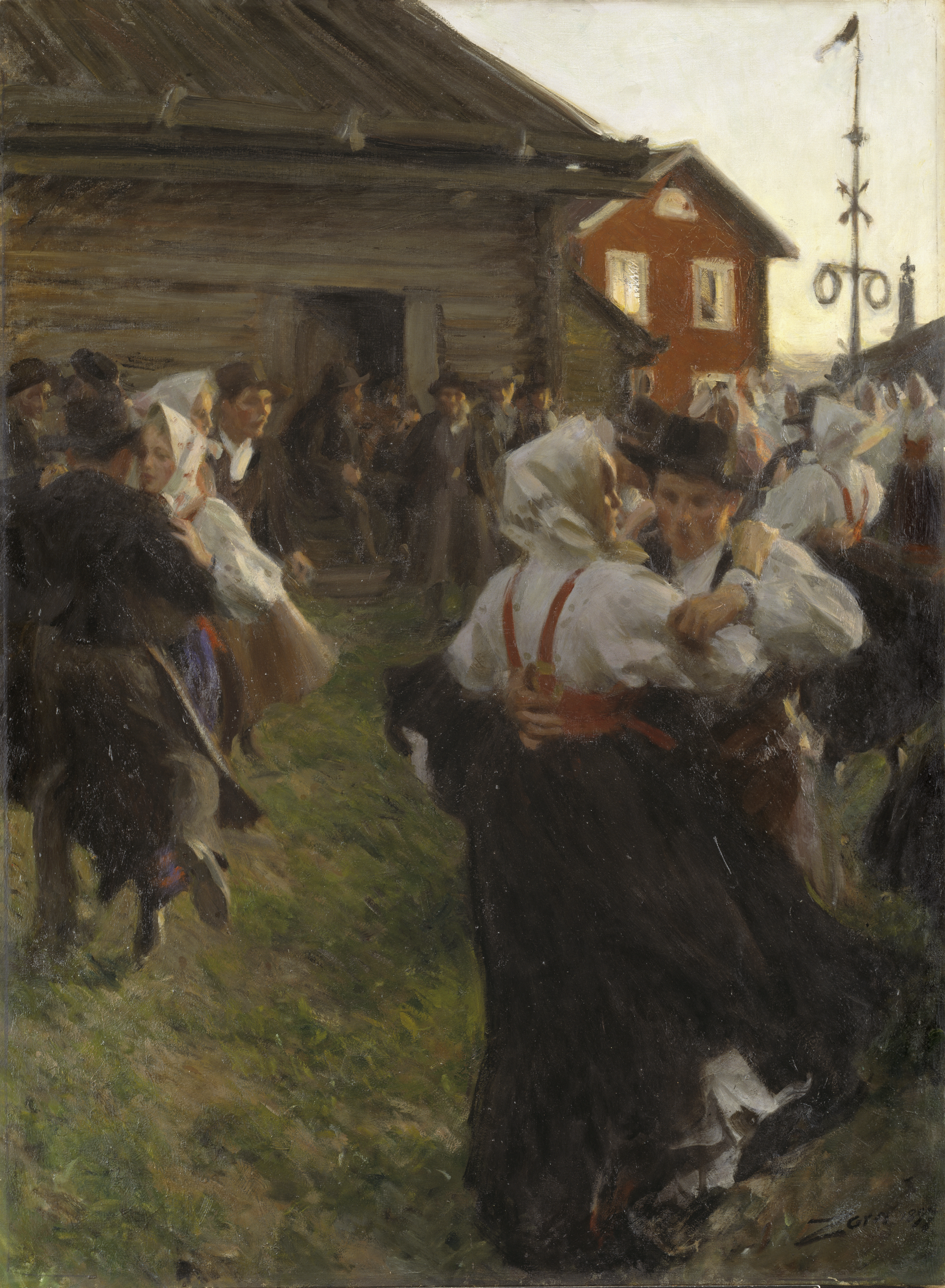
Schwedischer midsommar (Gemälde von Anders Zorn 1897)

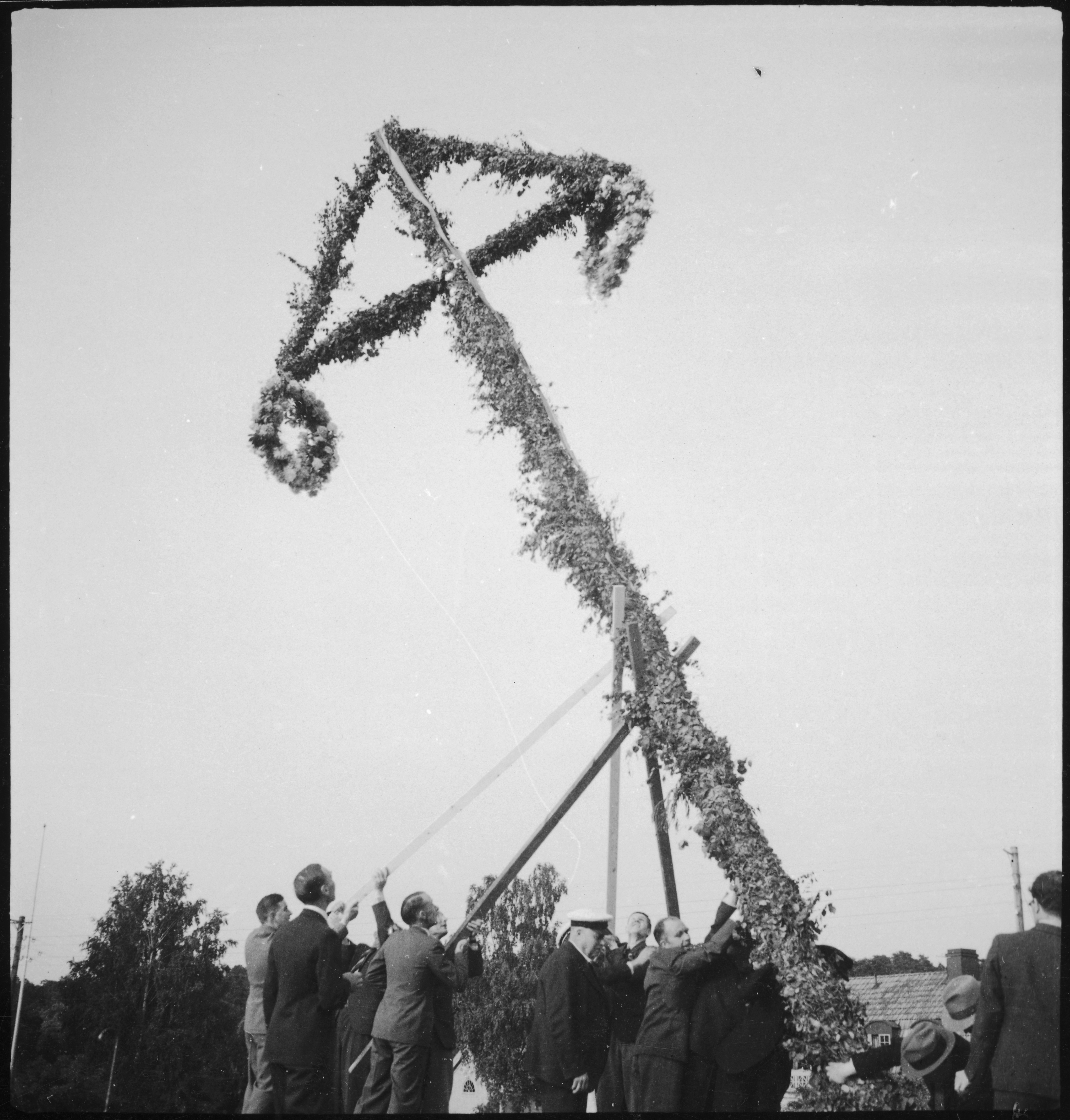
Mittsommerbaum, Schweden 1937, Foto: Annemarie Schwarzenbach
Schweizerisches Literaturarchiv SLA, Nachlass A. Schwarzenbach, A-5-17-236

Midsommar ist in Schweden nach Weihnachten das zweitgrößte Fest des Jahres und die meisten Schweden feiern es mit Verwandten, Freunden und Nachbarn. Midsommar, midsommarafton (Mittsommerabend) genannt, wird immer an dem Freitag gefeiert, der zwischen dem 19. und dem 25. Juni liegt. An diesem Tag haben Arbeitnehmer frei, die meisten Geschäfte sind geschlossen. Die Bewohner der großen Städte pilgern zu den Feierlichkeiten auf das Land. Am Mittsommertag bleibt die schwedische Flagge oft – entgegen der Empfehlung, sie zu Sonnenuntergang oder spätestens 20:30 Uhr einzuholen – über Nacht gehisst.
Das schwedische Mittsommerfest hat keine christliche Überformung erfahren. 

### Majstång
Am Mittsommerabend wird ein mit grünen Blättern geschmückter Baumstamm aufgerichtet, die Mittsommerstange (midsommarstång) oder Maistange (majstång). Maj hat hier nichts mit dem Monat Mai zu tun, sondern geht auf das altertümliche Verb maja („mit Blumen schmücken“) zurück. Die Stange sieht in den verschiedenen Regionen des Landes jeweils etwas anders aus, auch einzelne Orte haben oft ihre eigene Tradition. Der Stamm wird mit Blättern und Blumen geschmückt und aufgerichtet; danach wird im Kreis um ihn herumgetanzt, wobei verschiedene Spieltänze üblich sind. Eines dieser Tanzlieder ist Små grodorna: Es handelt von Fröschen und man imitiert beim Tanzen deren Bewegungen.

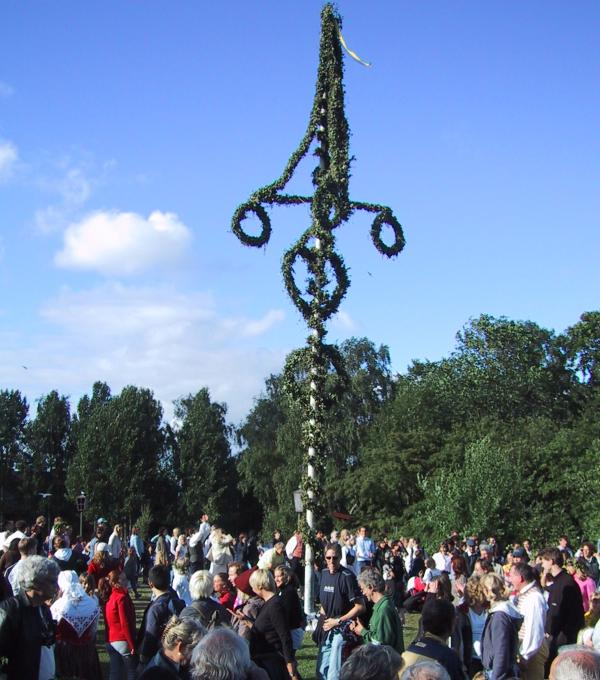
Mittsommerbaum

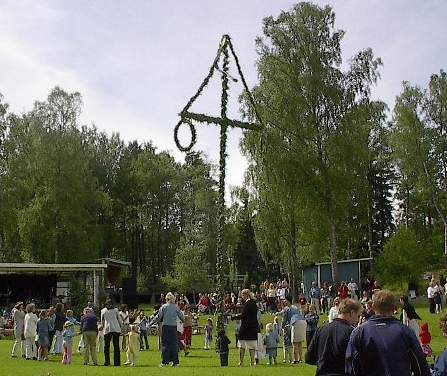
Mittsommerfeier in Åmmeberg

Zum Fest kleiden sich viele Menschen schick; Mädchen und Frauen haben meist weiße oder blumige Kleider an; viele tragen zu diesem Fest auch ihre Trachten. Einige binden Kränze aus Blumen oder Birkenzweigen und setzen sie sich oder ihren Kindern auf.
Der Brauch ähnelt in vielem dem deutschen Maibaumaufstellen.

### Essen und Trinken
An Mittsommer isst man die ersten Jungkartoffeln. Sie werden zusammen mit Hering, Sauerrahm, Schnittlauch, Knäckebrot und Käse serviert. Viele trinken während des Essens Öl (Bier) oder Schnaps und singen ein Trinklied wie das unten stehende, das davon handelt, den Schnaps entweder auf Ex auszutrinken oder gar keinen zu bekommen. Zum Nachtisch gibt es frische schwedische Erdbeeren mit Sahne.
Helan går

sjung hoppfaderallanlallanlej,

helan går

sjung hoppfaderallanlej.

Och den som inte helan tar

han heller inte halvan får.

Helan går

sjung hoppfaderallanlej!

### Magische Natur
Früher glaubte man, die Natur sei in der Mittsommernacht (der Nacht zwischen Freitag und Samstag) magisch. Elfen würden tanzen und Trolle stünden hinter den Bäumen. Außerdem hieß es, der Morgentau könne kranke Tiere und Menschen heilen. Deshalb sammelte man Tau in einer Flasche. Dieser wurde auch zum Backen benutzt; das Brot und die Brötchen würden davon groß und lecker, so glaubte man.

### Sieben Blumen
Unverheiratete Mädchen pflücken in der Nacht sieben Sorten wilder Blumen von sieben verschiedenen Wiesen, die sie dann unter ihr Kopfkissen legen. Dann sollen sie der Legende nach von dem träumen, den sie irgendwann einmal heiraten werden. Sie müssen beim Pflücken absolut still sein und am nächsten Tag dürfen sie niemandem erzählen, von wem sie geträumt haben, sonst geht der Traum nicht in Erfüllung.

## Dänemark und Norwegen:Sankt Hans

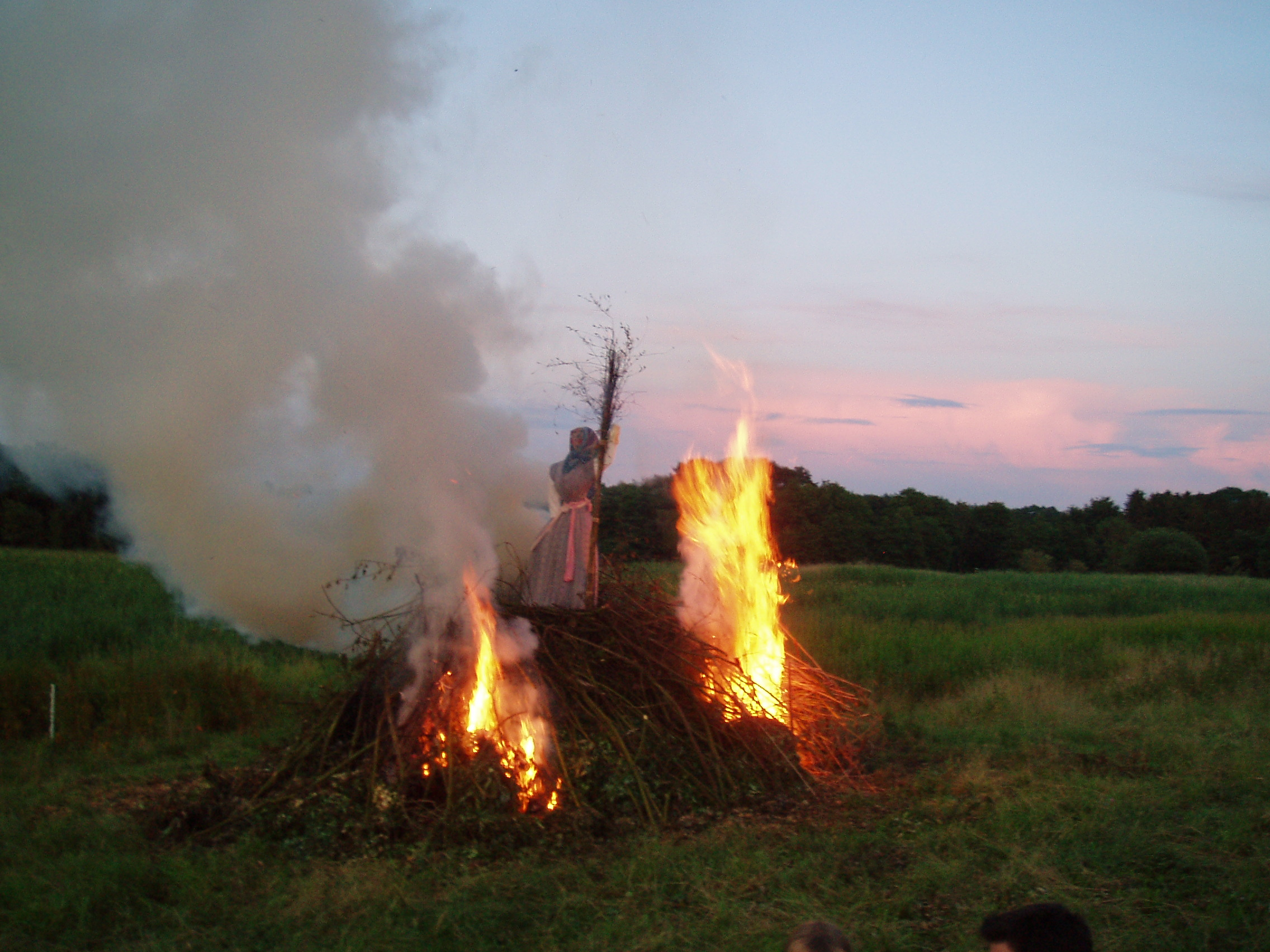
Dänisches Sankthans-Feuer mit der traditionellen „Hexen“-Verbrennung

Die Dänen und Norweger feiern am 23. Juni, dem Vorabend des Johannistages, mit einem großen Feuer das Sankt-Hans-Fest oder auch den Sankt-Hans-Abend. Beim dänischen Sankt Hans wird im Feuer auch eine Strohhexe verbrannt. Dieser Brauch kam Ende des 19. Jahrhunderts aus Deutschland. Das Feuer soll symbolisch die bösen Kräfte fernhalten. Vor dem Abbrennen des Feuers hält oft ein lokal bekannter Politiker oder Künstler eine kurze Ansprache. Wesentlicher Bestandteil des Festes sind Volkslieder. So wird nach dem Anstecken des Feuers in Dänemark von allen Holger Drachmanns Midsommervisen (Die Mittsommerweise) gesungen.
Neben den großen Johannifeuern werden in vielen Orten darüber hinaus Fackel- oder Laternenumzüge durchgeführt. Ein Maibaum wie beim schwedischen Pendant ist kaum üblich. Jedoch werden in einigen Landesteilen wie in Himmerland und auf einigen südfünischen Inseln bereits im Mai bzw. zu Pfingsten Maibäume (majstang oder majtræ) aufgestellt. In einigen dänischen Landesteilen wird auch ein größerer Baum als Mittsommerbaum geschmückt.

## Estland:Jaanipäev
Das Mittsommerfest der Esten (Jaanipäev) ist am 24. Juni; gefeiert wird aber vom Abend des 23. Juni (Jaanilaupäev) an bis hinein in den frühen Morgen des kommenden Tages. Es ist von seiner Bedeutung her noch vor Weihnachten der wichtigste Feiertag im Land, der – soweit möglich – auf dem Lande verbracht wird, weshalb die Städte zu dieser Zeit beinahe menschenleer sind.
Zu einem traditionellen Mittsommerfest gehört in Estland unbedingt eine Feuerstelle, die während der ganzen Nacht nicht ausgeht. Auf den Inseln werden nach alter Tradition oft ausgediente Boote verbrannt.

## Finnland:Juhannus

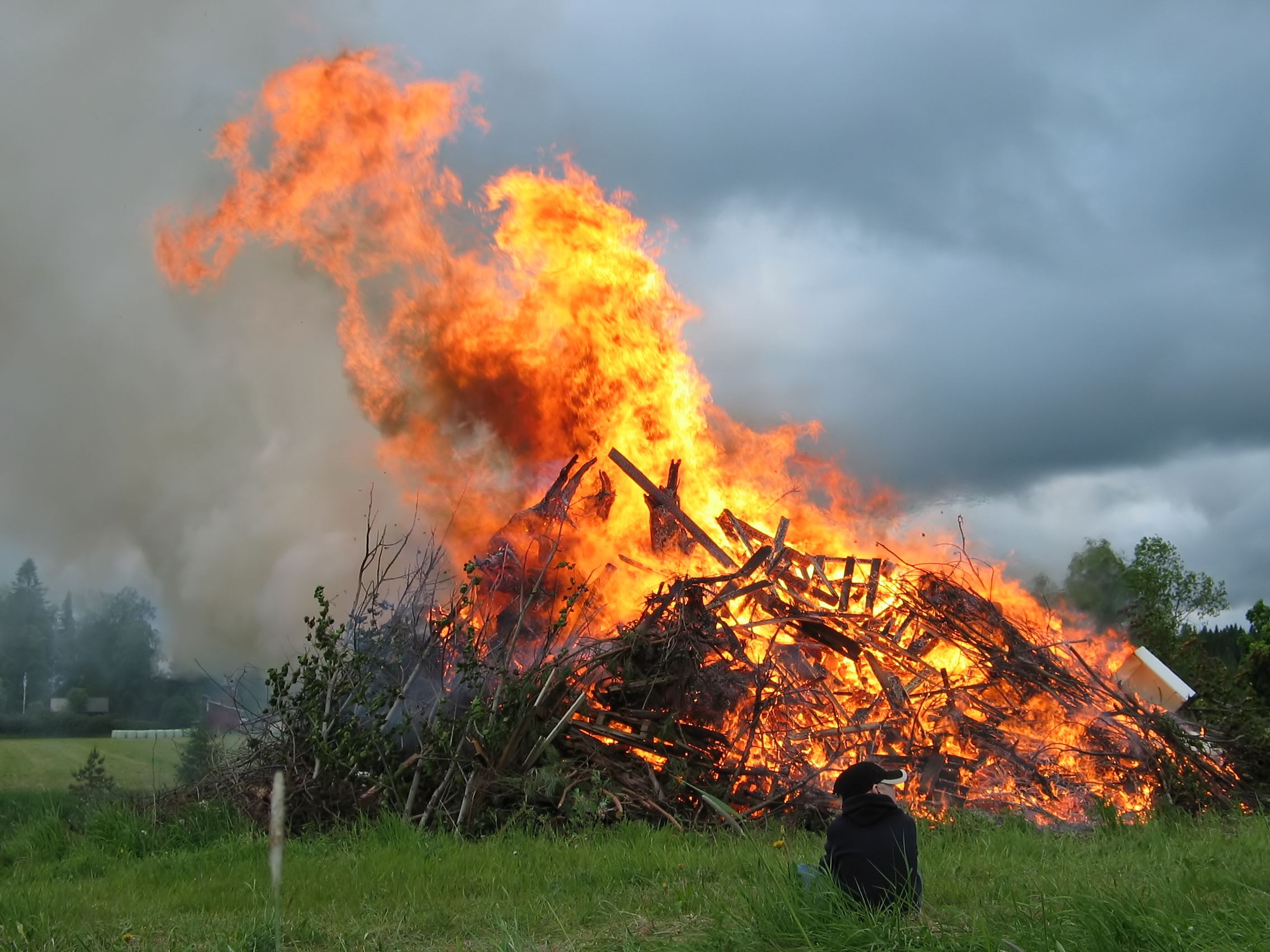
Das Juhannuskokko ist eine uralte Tradition, mit der der Jahreslauf und die helle Nacht gefeiert werden und böse Geister ferngehalten werden sollen.

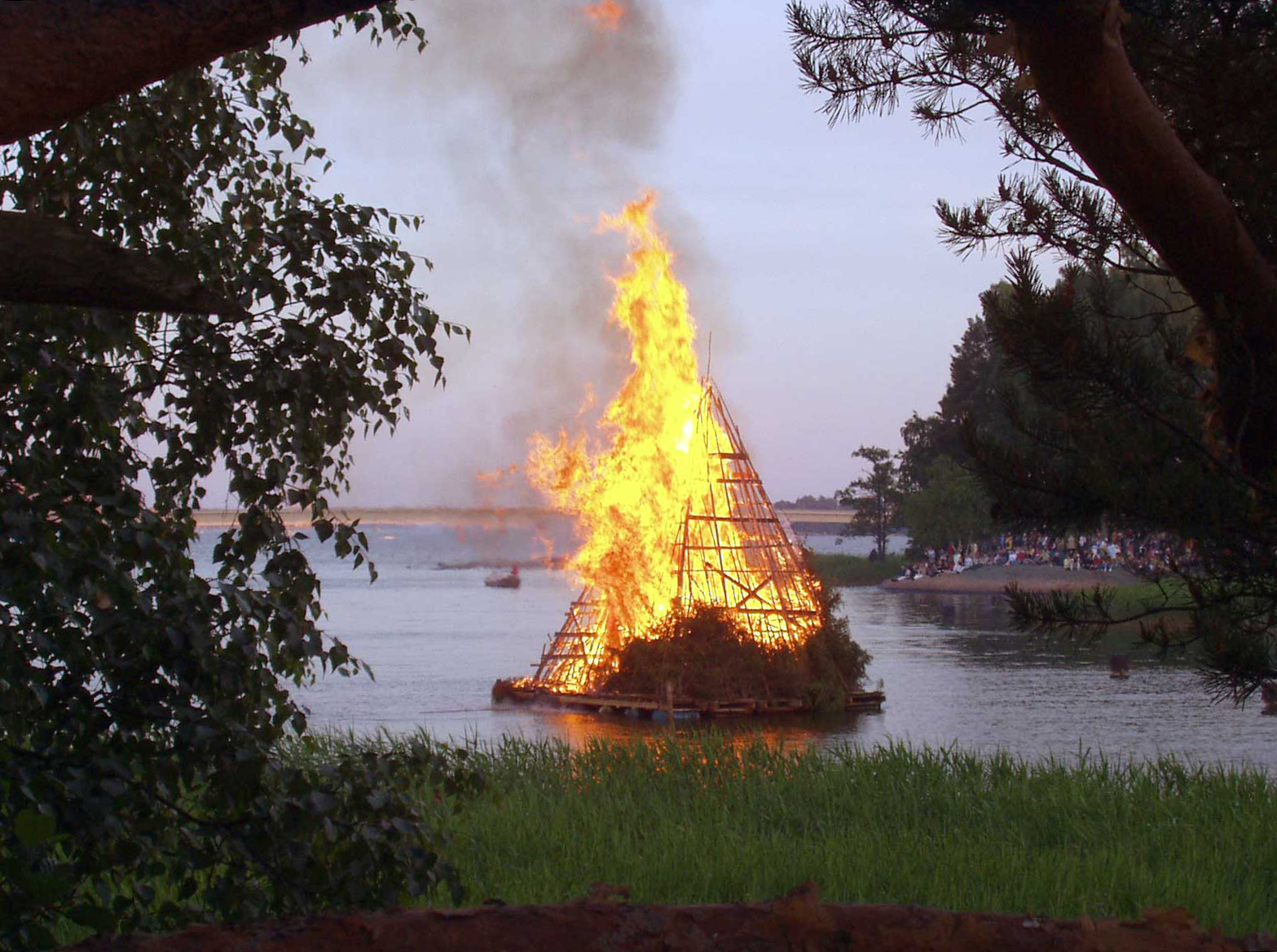
Auf der Insel Seurasaari in Helsinki 2005

Die Finnen feiern Juhannus stets am Samstag zwischen dem 20. Juni und dem 26. Juni eines Jahres. Trotz des christlich anmutenden Namens sind sowohl die Ursprünge als auch die bis heute gültigen Traditionen lange überliefert. Juhannus wurde früher stets am 24. Juni eines Jahres begangen, seit 1955 gilt die heute angewendete Regelung, durch die das Fest immer auf das Wochenende fällt.
Genau so wie Jaanipäev in Estland ist Juhannus in Finnland das Fest des Mittsommers nach Weihnachten der wichtigste Feiertag im Land.

### Traditionen
Juhannus hat seinen Ursprung in überlieferten Traditionen. Die ursprünglichen Namen des Festes waren Vakkajuhla (Korbfest) und Ukon juhla (Fest des Ukko). Es wurde zu Ehren der Gottheit Ukko (Gott des Wetters, der Ernte und des Donners) mit großen Versammlungen an Uferplätzen gefeiert, wobei mitgebrachtes Essen und speziell für diesen Anlass gebrautes Bier verzehrt wurde. Zu Ehren des Ukko wurde mit dem sogenannten Ukon malja angestoßen.
Lärmen und Trinken gehörten schon früh zu den Juhannus-Feierlichkeiten. Man glaubte daran, dass dies Glück bringt und die schlechten Geister vertreibt. Nach einem alten Glauben fiel die Ernte umso besser aus, je mehr man an Juhannus trank.
Das Fest wird u. a. mit Nachtkonzerten und Tanzveranstaltungen gefeiert. Es werden Juhannusfeuer (finn. juhannuskokko) angezündet, riesige Feuer an gut sichtbaren Plätzen, insbesondere an Stränden und auf Lichtungen. Das Haus wird mit vor dem Eingang aufgestellten Birkenzweigen (juhannuskoivut) und Blumen dekoriert. Auf Åland und in den Gebieten der Finnlandschweden wird nach der schwedischen Tradition eine Midsommarstång aufgestellt.
Juhannus ist ein beliebter Termin für Hochzeiten.
Für viele Finnen ist Juhannus fest mit dem exzessiven Genuss alkoholischer Getränke verbunden. Jedes Jahr sterben in der Mittsommernacht bis zu 20 Menschen bei meist alkoholbedingten Unfällen im Straßen- und Wasserverkehr.

### Juhannus heute
Der Tag wird traditionell auf dem Land verbracht, die Städte sind ab dem Vorabend wie ausgestorben. Juhannus gilt auch als der verkehrsreichste Tag auf den sonst durch die dünne Besiedlung selten verstopften Straßen im Süden des Landes. Der öffentliche Fernverkehr ist an Mittsommer stark eingeschränkt, der öffentliche Nahverkehr wird vielerorts komplett eingestellt. Alle Geschäfte sind geschlossen, auch die meisten Tankstellen und Kioske haben ab dem Nachmittag des Juhannusaatto (der Vorabend des Mittsommertags) geschlossen.
In Helsinki findet jedes Jahr auf der Museumsinsel Seurasaari ein großes Mittsommerfest nach alten Traditionen statt.
In den vergangenen Jahren erfreuen sich die großen Freiluftfestivals zu Mittsommer immer größerer Beliebtheit. Das größte Festival ist heute Raumanmeren juhannus in Rauma, das in dieser Bedeutung vor einigen Jahren das zunächst in Virrat und später in Vaasa stattfindende Rantarock ablöste. Außerdem finden in Kauhava ein Lentäjien juhannus genanntes Mittsommerfest der Luftfahrtfreunde (mit Flugvorführungen und attraktivem Rahmenprogramm), das Nummirock-Festival in Kauhajoki und das Himos Festival in Jämsä statt.

### Tag der finnischen Flagge
Der Mittsommertag ist zugleich der Tag der finnischen Flagge, der einzige Tag im Jahr, an dem die finnische Flagge auch nachts gehisst bleiben darf.

## Lettland:Jāņi
In Lettland wird Jāņi vom 23. bis 24. Juni als populärster Feiertag begangen. Beide Tage sind in Lettland Feiertage.
Lettische Mythologie spricht allen Gräsern und Blumen, welche am Tag vor Mittsommer gesammelt werden, spezielle Heilkraft für Mensch und Tier zu. Sie werden in Kränze geflochten und zu Sträußen gebunden. Traditionell schmücken sich die Frauen mit Blumenkränzen, während die Männer Kränze aus Eichenlaub tragen. Sowohl Tür und Tor, als auch ausgesuchte Räume und Stallungen, aber auch die Tiere werden mit diesen Johannisgräsern (lettisch: jāņu zāles) geschmückt. Die Kränze ahmen die Form eines Eis als „Ursprung des Lebens“ nach. Sie sollen somit die Fruchtbarkeit der Natur widerspiegeln.
Für das Johannesfest stellt die Hausherrin Kümmelkäse her. Der Hausherr widmet sich dem Bierbrauen. Mittlerweile wird diese Prozedur jedoch häufig durch das „Bierkaufen“ ersetzt. Durch das Darbieten von Käse und Bier, durch das Singen und Tanzen werden allen „Johanneskindern“ (lettisch: jāņu bērns) die Segnungen der Natur und ihrer Götter zuteil, während sie selbst Gäste bei der Hochzeit vom Himmelsvater Dievs mit der Mutter Erde Māra sind.
Eine spezielle Tradition bilden die līgo-Gesänge – Dainas zum Johannisfest mit einem charakteristischen Refrain – līgo, līgo.
Nach alten Überlieferungen wurde dieses Wort līgo vom Gott Jānis (deutsch: Johannes) zur Erde gebracht, um die Felder zu segnen und reiche Ernte zu bringen.
In mehreren tausend Liedern werden die Saule (Sonne), der Jānis (oft auch Sohn Gottes genannt), sowie die Jāņu māte und Jāņu tēvs („Johannesmutter“ und „Johannesvater“, die Hausherren eines jeden Gehöfts) besungen. Die Jāņa bērni („Johanneskinder“, die festliche Prozession) ziehen mit Kränzen und Gräsern geschmückt singend von Hof zu Hof, verlangen nach der traditionellen Mittsommer-Mahlzeit (Käse und Bier) und wünschen Glück, Segen und Fruchtbarkeit.
Das Johannesfest findet seinen Höhepunkt in den Johannesfeuern, welche vor Sonnenuntergang angezündet und bis zum Sonnenaufgang in Gang gehalten werden. Auf dem Lande wird das Johannesfeuer auf einem Hügel entfacht, wobei ein Teerfass auf einem Pfahl, ein in Teer getunktes und mit Stroh umwickeltes Wagenrad oder spezielle Fackeln verwendet werden. Das Johannesfeuer wird als reinigend und für Gesundheit und Fruchtbarkeit als förderlich betrachtet. Außerdem soll es alles Übel von den durch das Feuer beleuchteten Feldern, Häusern, Menschen und Tieren vertreiben.
Entlang der Küste werden die Johannesfeuer meist direkt am Strand entfacht. Hierbei wird die Gelegenheit genutzt, um im Laufe der Zeit angeschwemmtes brennbares Material einzusammeln oder auch durch Naturgewalten umgestürzte Bäume in den „ewigen Kreislauf“ von „Erde – Wasser – Feuer – Luft“ zurückzubringen.

## Litauen:Joninės
Das Mittsommerfest wird als Johannesfest (litauisch: Joninės) in Litauen am Abend und in der Nacht vom 23. Juni zum 24. Juni gefeiert. Der 24. Juni ist in Litauen ein Feiertag. Der kirchliche Feiertag hat hier den traditionellen „Mittsommertag“ wenigstens im Datum ersetzt. Joninės ist der populärste nationale Feiertag und hat viele Traditionen erhalten.
Das traditionelle Mittsommerfest heißt Rasos oder Kupolės und fand natürlich auch zur Sommersonnenwende statt, teilweise wird auch heute zu diesem Datum gefeiert. Oft wird auch der Feiertag am 24. Juni mit diesen Namen belegt.

## Spanien:La noche de San Juan
In Spanien treffen sich in der „Nacht des heiligen Johannes“ die in Küstennähe lebenden Einwohner am Strand oder in einer Rambla. Man feiert mit der Familie und Freunden. Schon zur Mittagszeit beginnen die Festlichkeiten mit Lagerfeuern und Grillen. Um Punkt Mitternacht springt man ins Wasser und begrüßt so die Sommersonnenwende. Gerade in den großen Küstenstädten bietet sich dabei ein spektakuläres Schauspiel, wenn sich tausende Menschen zeitgleich in die Fluten stürzen, singen und feiern. Manche Menschen werfen auch Gegenstände wie Blumen, Münzen oder Früchte über den Rücken ins Wasser. Die Feiern gehen in der Regel bis zum Sonnenaufgang. Abhängig von der Region, gibt es noch weitere Bräuche, wie die „Nacht des heiligen Johannes“ in Spanien gefeiert wird. In Valencia und Katalonien wird ein Feuerlauf veranstaltet, bei dem verkleidete Menschen Feuerwerk auf Mistgabeln oder einem Stab entfachen.

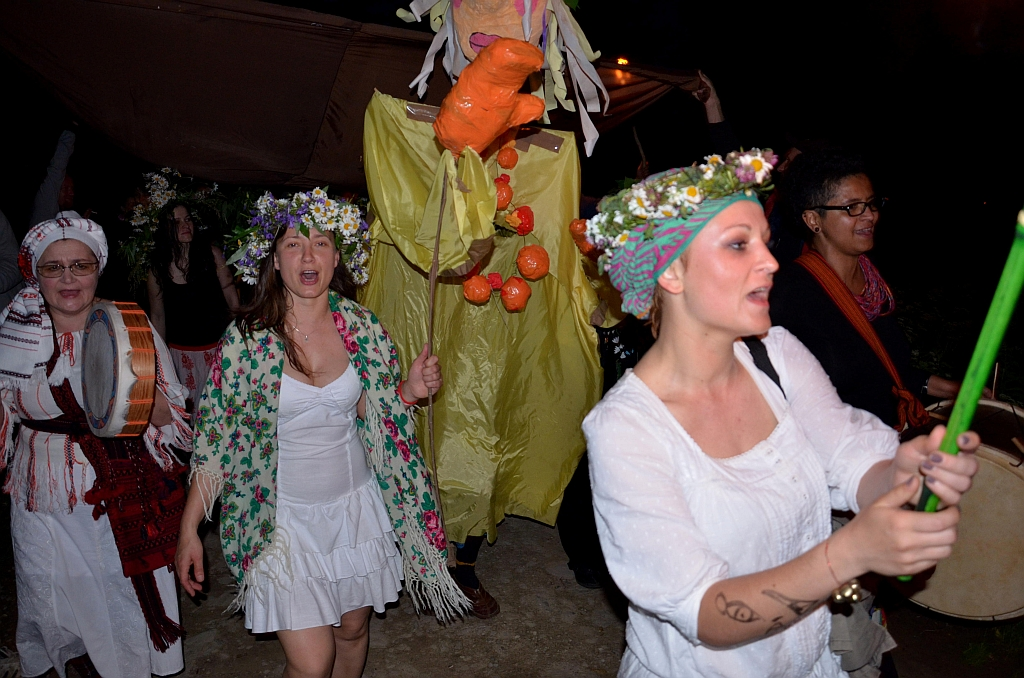
Prozession mit der traditionellen „Hexen“ während des Wicker-man-„Festfeuers“ in Wola Sękowa, Gegend von Sanok (2013)

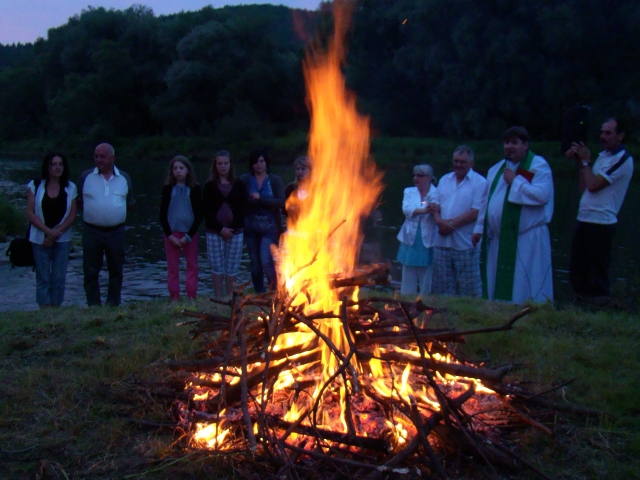
Sankt-Johannes-Nacht mit „Sobotka“-Lagerfeuer am San-Fluss

## Polen, Slowakei, Schlesien:Sobotka
In Polen wird das Fest allgemein als noc świętojańska (Sankt-Johannes-Nacht) am Fest des Heiligen Johannes des Täufers, 23/24. Juni gefeiert. Eine Kurzbezeichnung ist Sobotka. Ähnliche Gepflogenheiten gibt es in der Slowakei, in Schlesien und im Karpatenbogen.
In Ostpolen (Masowien und Podlachien) nennt man die Feier meistens Kupała oder Kupało und in Kraków Wianki (Kränzchen).

## Österreich
Bei den in ganz Österreich verbreiteten Sonnwendfeiern wird das Sonnwend- alias Johannisfeuer entzündet.